# Wesoła (rejon krzemieniecki)
 Wesoła (ukr. Весела) – wieś na Ukrainie, w obwodzie tarnopolskim, w rejonie krzemienieckim.
Przynależność administracyjna przed 1939 r.: gmina Bereźce, powiat krzemieniecki, województwo wołyńskie.